# Лапчатка Кранца
Лапчатка Кранца (лат. Potentilla crantzii) — многолетнее травянистое стелющееся растение, вид рода Лапчатка (Potentilla) семейства Розовые (Rosaceae). Изредка встречается как Лапчатка альпийская, по устаревшему синониму лат. Potentilla alpestris и тривиальному англоязычному названию «Alpine cinquefoil».

## Название
Видовой эпитет дан в честь австрийского врача и ботаника XVIII века Генриха Кранца, сделавшего одно из первых ботанических описаний вида.

## Ботаническое описание

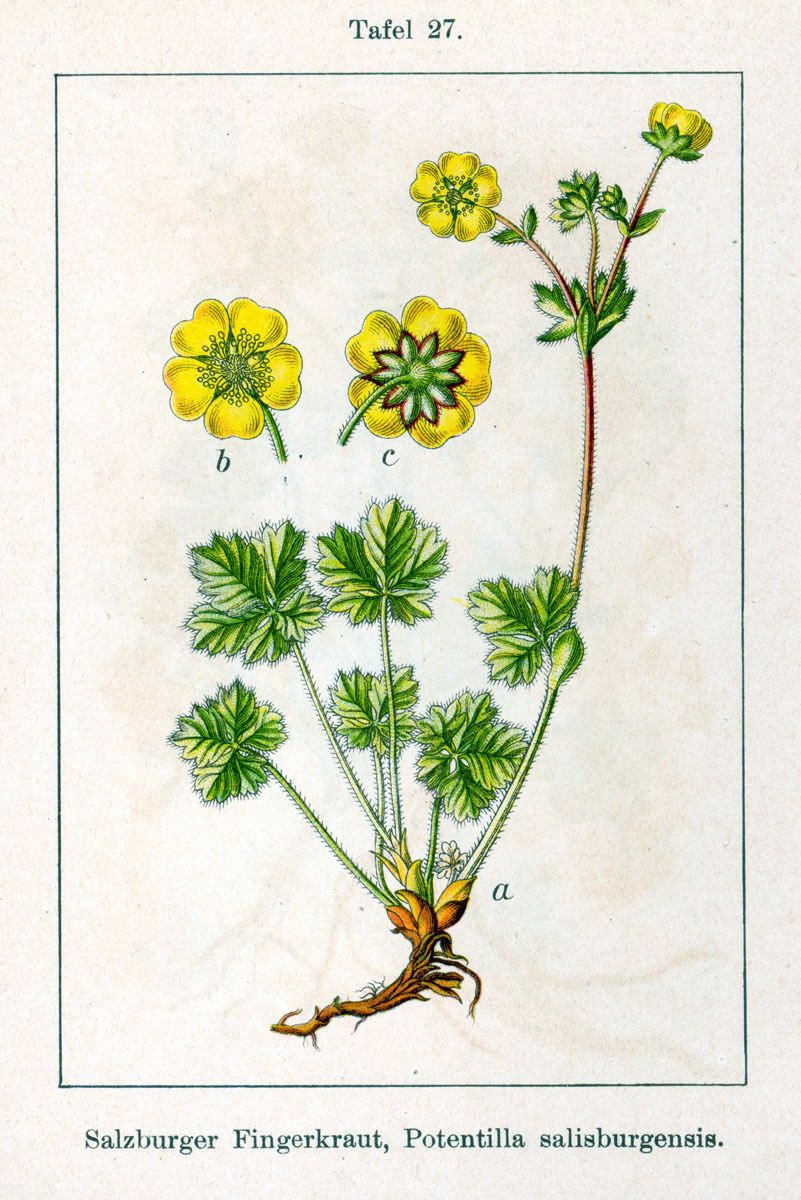
Лапчатка Кранца.

Многолетнее травянистое почвопокровное растение.
Корневище крупное, с короткими под- или надземными нецветущими укореняющимися побегами, которые выглядят плоскими из-за двурядного расположения чешуйчатых прилистников. На концах побегов формируются розетки, каждая с несколькими цветоносными стеблями.
Стебли многочисленные, (7-)8-20(-25) см высотой, тонкие прямые в центре дернины или приподнимающиеся, восходящие и извилистые по краям. Ветвистые, покрыты оттопыренными белыми волосками, часто с примесью желёзок.
Прикорневые и нижние стеблевые листья короткочерешчатые (по другим данным — длинночерешчатые с черешками до 7 см длиной, существенно превышающими длину листовой пластинки), пальчатые, пятерные, редко с примесью тройчатых. Средние стеблевые — тройчатые, верхние — большей частью простые, сидячие. Листочки не перекрывающиеся, 0,8-3(4) см длиной, до 2 см шириной, обратнояйцевидные, у основания клиновидные, в верхней части с 2-5 тупыми зубцами. Опушение сверху редкое прижато-волосистое, или почти отсутствует, снизу по краю длинно-реснитчатые. Окраска с обеих сторон зеленая. Расположение листьев очерёдное.
Соцветие цимозное, рыхлое, с 7-15 цветками. Цветки пятимерные, радиально-симметричные, некрупные, 10-20(25) мм диаметром, на длинных, оттопыренно-волосистых, изредка железистых, прямостоячих цветоносах. Наружные чашелистики продолговатые или эллиптические, тупые. Лепестки широко обратно-яйцевидные, выемчатые, золотисто-жёлтые с оранжеватым пятном у основания, вдвое длиннее чашелистиков. Тычинки многочисленные, с яйцевидными пыльниками.
Плод — многоорешек с 20-30 орешками. Плодики мелкие, продолговато-яйцевидные, морщинистые.
Хромосомное число 2n = 28, 42, 48, 49. Также 14, 35, 41-49, 64.

## Распространение и экология

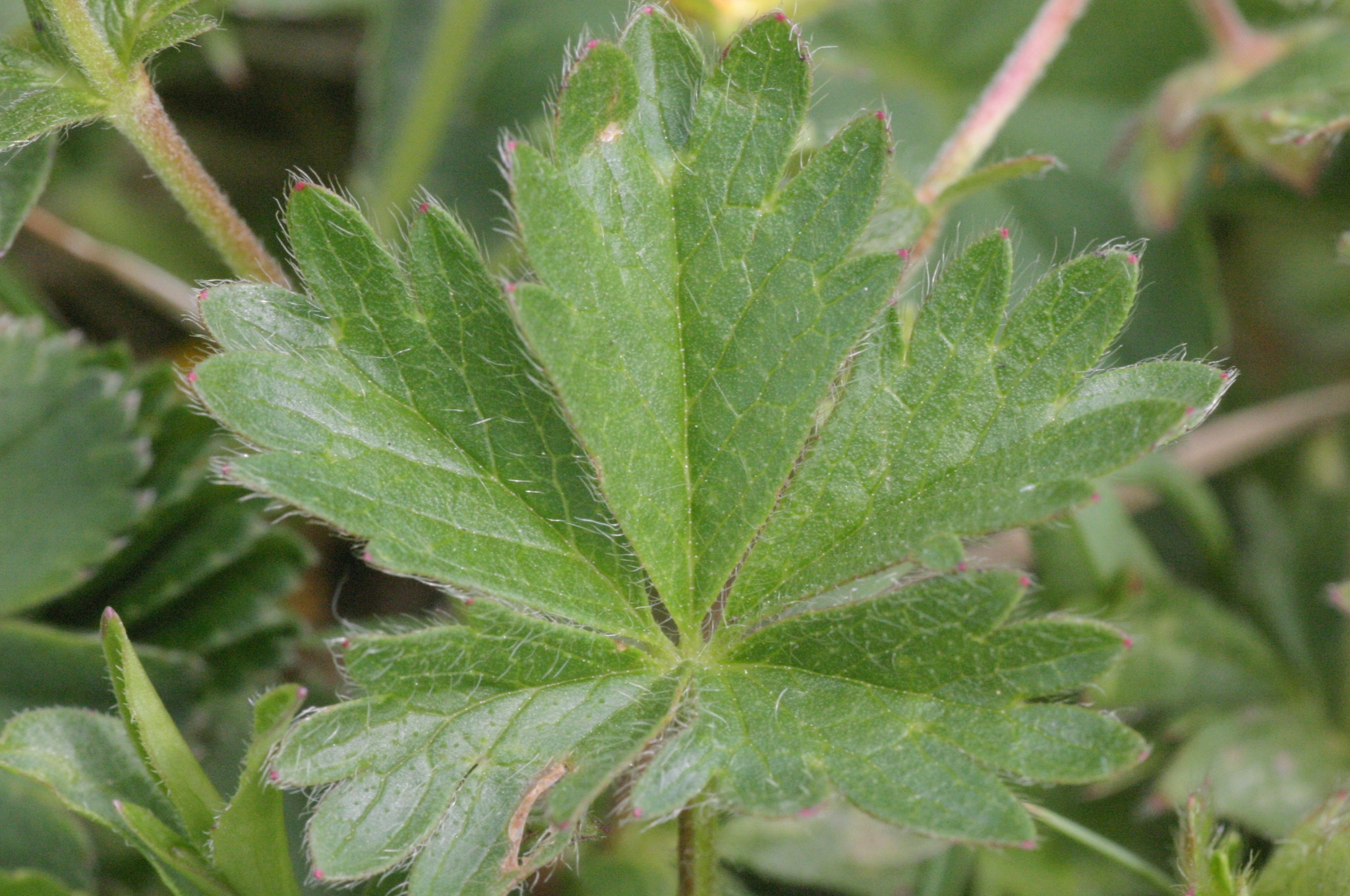
Лапчатка Кранца, лист

Природный ареал охватывает Скандинавию, Антарктическую, Среднюю и Атлантическую (Англия) Европу, Средиземноморье (Апеннины, Пиренеи), Балканы, Малую и Среднюю Азию, Армению, Иран, Арктические регионы Северной Америки по побережьям. Географический центр произрастания находится в Северной Европе.
На территории России встречается в Арктике, по Европейской части, на Кавказе, в Сибири. Вид внесен в ботанический атлас растений Ленинградской области.
Произрастает на каменистых россыпях, обрывах и склонах, местах выхода известняка, альпийских и субальпийских низкотравных лугах, лесных опушках. В высокогорной и арктической тундре.
Размножается оплодотворенными и, возможно, неоплодотворенными семенами, которые завязываются в присутствии пыльцы, не участвующей в реальном оплодотворении завязей (феномен псевдогамии как формы апомиксиса). Также присутствует вегетативное размножение побегами, укореняющимися в нескольких сантиметрах от материнского растения. Цветки опыляются насекомыми.

## Охранный статус
Вид включен в региональные Красные книги:
- Республики Карелия со статусом VU (уязвимый)[8]
- Санкт-Петербурга со статусом CR (на грани исчезновения)[9] (в составе вида Лапчатка весенняя)*
- Ленинградской области со статусом R (редкий)[10] (указан как "Лапчатка Кранца (весенняя)*
- Вологодской области со статусом VU (уязвимый)[11]

* — по современной классификации виды Лапчатка Кранца и Лапчатка весенняя (Potentilla verna L.) являются самостоятельными, не синонимичными.

## Хозяйственное значение и использование

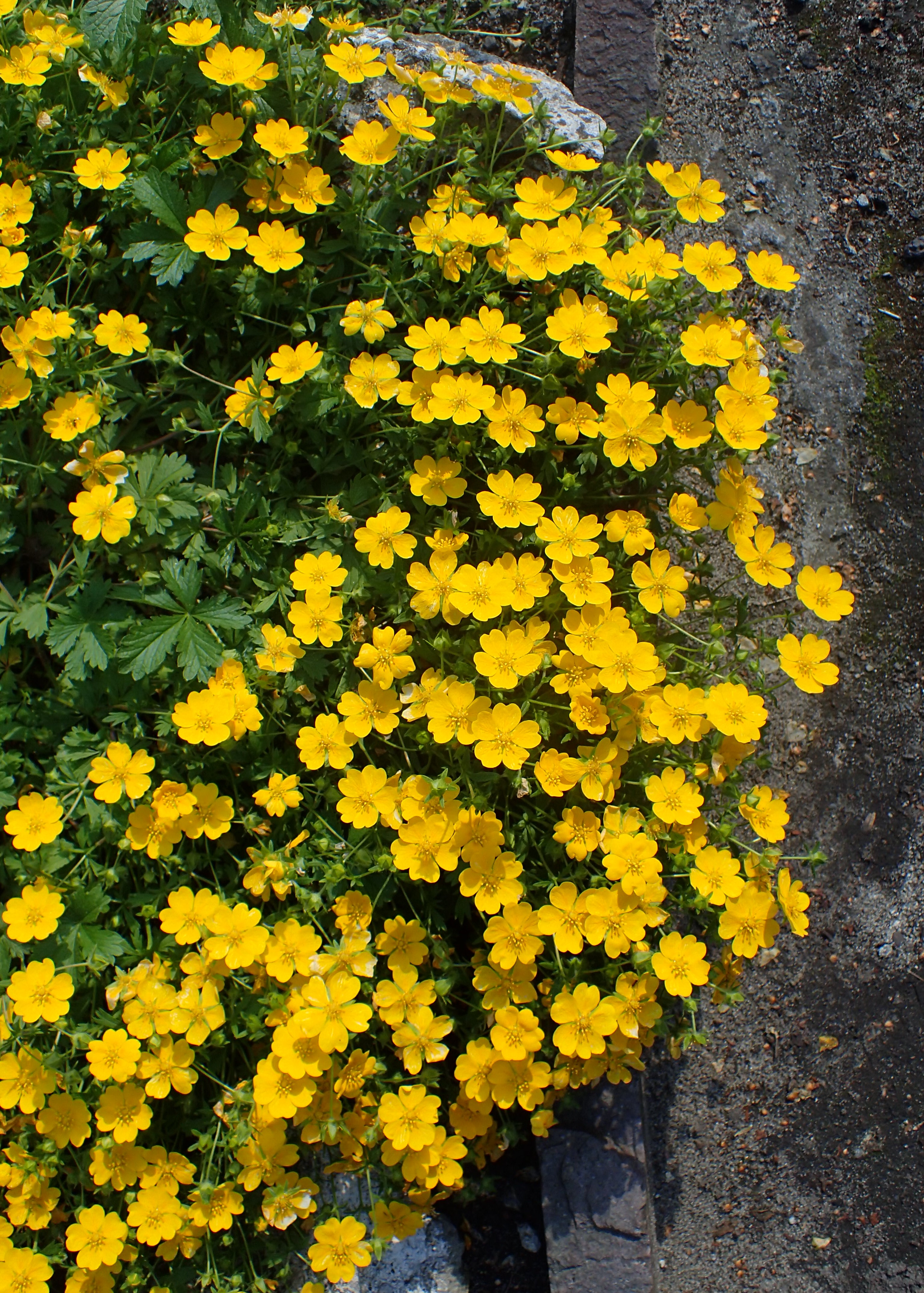
Лапчатка Кранца 'Goldrausch'

Благодаря холодостойкости (до −29 °C) и яркой окраске вид выращивается в качестве декоративного. В питомниках встречается сорт 'Goldrausch' — природная форма, обнаруженная в горном массиве Монте Бальдо Южных Альп (Италия). От исходного вида отличается более обильным цветением и крупными цветками. В условиях Центральной Европы цветет ранней весной с середины апреля и второй более слабой волной осенью.

## Таксономия
- Potentilla crantzii (Crantz) Beck ex Fritsch, 1897, Excursionsfl. Oesterreich : 295

Вид Лапчатка Кранца относится к роду Лапчатка (Potentilla) семейства Розовые (Rosaceae) порядка Розоцветные (Rosales), последовательно входящего в более крупные клады Фабиды → Розиды → Суперрозиды → Эвдикоты → Цветковые растения. Таксономическая схема в соответствии с Системой APG IV по состоянию на июнь 2024 года:
|  |                          |  |                                   |                                   |                   |  | еще 8 семейств | еще 8 семейств |                     |  |  |  | еще 551 подтвержденный вид и 925 видов, ожидающих подтверждения |
|  |                          |  |                                   |                                   |                   |  | еще 8 семейств | еще 8 семейств |                     |  |  |  | еще 551 подтвержденный вид и 925 видов, ожидающих подтверждения |
|  |                          |  |                                   | порядок Розоцветные               |                   |  |                |                | род Лапчатка        |  |  |  |                                                                 |
|  |                          |  |                                   | порядок Розоцветные               |                   |  |                |                | род Лапчатка        |  |  |  |                                                                 |
|  | клада Цветковые растения |  |                                   |                                   | семейство Розовые |  |                |                | вид Лапчатка Кранца |  |  |  |                                                                 |
|  | клада Цветковые растения |  |                                   |                                   | семейство Розовые |  |                |                |                     |  |  |  |                                                                 |
|  |                          |  | ещё 63 порядка цветковых растений | ещё 63 порядка цветковых растений |                   |  |                | еще 116 родов  | еще 116 родов       |  |  |  |                                                                 |
|  |                          |  |                                   | ещё 63 порядка цветковых растений |                   |  |                |                | еще 116 родов       |  |  |  |                                                                 |

Несмотря на высокую вариативность вида, особенно в Северной Европе, выделение субвидовых таксонов большинством систематиков не поддерживается.
Некоторыми систематиками полагается, что вид является одним из родительских таксонов Potentilla protea (P. crantzii x P. hyparctica).